# Dugme za obeležavanje
Dugme za obeležavanje (engl. Checkbox) je element Grafičkog korisničkog interfejsa (GUI) koji omogućava korisniku da donosi binarne odluke, odnosno da napravi izbor izmedju dve međusobno iskljucive opcije. Na primer, korisnik može da izabere da (štiklirano, obeleženo) odnosno ne (neštiklirano, neobleženo) na jednostavnom da/ne pitanju.
Dugmići za obeležavaje su obično prikazani na ekranu kao kockaste kutije koje mogu biti prazne (za netačno), štiklirane ili obeležene znakom x (za tačno), kao na primeru ( ☐ ili ☑).
Često je prisutan izbor između više dugmića za obeležavanje, svaki sa izborom između dve opcije. Korisnik može izabrati više njih po potrebi. Uporedimo ovo sa radio dugmetom kod koga je moguće izabrati samo jednu od više međusobno isključivih opcija.

## Dugme za obeležavanje sa tri izbora
Neke aplikacije omogućavaju korišćenje neopredeljenog stanja pored već ponuđena dva kod normalnih dugmića za obeležavanje. Ovo treće stanje se obično predstavlja kao kvadrat u dugmetu za obeležavanje i sugeriše da je njegovo stanje ni štiklirano ni neštiklirano. Ovo se najčešće koristi kada je dugme za obeležavanje vezano za višestruki izbor. Neopredeljeno stanje često ne može biti odabrano od strane korisnika i menja se u štiklirano kada je aktivirano.
Na primer, dugme za obeležavanje prisutno pri izboru datoteke za slanje preko FTP (File Transfer Protocol) protokola može da koristi razgranati pregled tako da se može izabrati po jedna datoteku ili ceo direktorijum. Ukoliko su samo neke datoteke iz direktorijuma izabrane, onda će dugme pokazati neopredeljeno stanje. Klikom na njega izabraće se svi, a ređe ni jedna datoteka iz tog direktorijuma. Nakon toga bi kliktanje na dugme izabralo štiklirano (sve poddatoteke i poddirektorijumi izabrani) ili odštiklirano (ni jedna poddatoteka ili poddirektorijum izabran).
Neki od dugmića za obeležavanje sa tri izbora omogućavaju korisniku da vrši izbor između sva tri stanja, uključujući i neopredeljeno, time što pamti njegovo stanje. Ovo služi kao opcija vraćanja na pređašnje stanje.

## Izostanak aktivnosti
Štikliranje ili neštikliranje dugmeta menja stanje bez neželjenih dejstava. Nepoštovanje ovog pravila vezivanjem dodatnih akcija pri promeni stanja često zbunjuje korisnika, zato što su navikli da namestaju ulazne podatke kroz tekstualna polja, radio dugmad i dugmad za obeležavanje, a onda pokrenu upravljačke kontrole kao što su pritisak na dugme, da bi pokrenuli obradu podataka.
Jedan od čestih izuzetaka je uključivanje ili prikazivanje dodatnih elemenata za unos koji se pojavljuju samo ukoliko je dugme za obeležavanje štiklirano/neštiklirano.

## HTML
U veb formularima, HTML element <input type="checkbox">  se koristi za prikazivanje dugmeta za obeležavanje.

## =Unicode
U Unicode-u dugmad za obeležavanje se predstavljaju sledećim kodovima U+2610 (☐, 'BALLOT BOX'), U+2611 (☑, 'BALLOT BOX WITH CHECK') i U+2612 (☒, 'BALLOT BOX WITH X').